# آستا بکمن
آستا بکمن (سوئدی: Asta Backman; ۴ فوریهٔ ۱۹۱۷ – ۱۸ فوریهٔ ۲۰۱۰) بازیگر، بازیگر سینما، و بازیگر تلویزیون اهل فنلاند بود.